# Gao Xingjian
Gao Xingjian (født 4. januar 1940) er en kinesiskfødt, fransk forfatter, kritiker og billedkunstner. Han modtog Nobelprisen i litteratur i 2000.

## Opvækst
Gao er født i Ganzhou og har boet i Taizhou, Jiangsu. Han var søn af en bankfunktionær og en tidligere skuespiller, og under indflydelse af sin mor var han fra barnsben glad for kunst, blandt andet at male og skrive samt for teater. Han læste en hel del litteratur, blandt andet også vestlig litteratur, og han blev undervist i forskellige billedkunstarter. Da han var ti år, flyttede familien til Nanjing, hvor han fik det mester sin skolegang. Færdig med skolen i 1957 blev han optaget på Beijing Foreign Studies University, hvorfra han senere tog eksamen i fransk og litteratur. Han blev herefter tolk og arbejdede på forskellige måder med sproget, inden han i 1977 kom til at arbejde for Komiteen for Udenlandske Relationers afdeling for forfattere. 
Under kulturrevolutionen måtte Gao brænde en kuffert fuld af sine manuskripter for ikke at risikere at blive retsforfulgt på grund af sine skriveriers inspiration af vestlig tankegang, som var ildeset af det kinesiske styre på den tid.

## Karriere
I 1979 var han med en gruppe kinesiske forfattere, heriblandt Ba Jin, i Paris, hvor han fungerede som tolk. I 1980 fik Gao selv mulighed for at skrive skønlitteratur, da blev manuskriptforfatter og dramatiker for Folkets Teater i Beijing.
Gao blev kendt som pioner inden for absurd teater i Kina med de stykker, han skrev, mens han var ansat ved Folkets Teater. Han var påvirket af europæiske teatermodeller og fik derved et rygte som avantgardist. Samtidig var flere af hans teaterstykker kritiske over for det kinesiske styre, og han blev mere og mere klart uønsket af regeringen. Hans stykke fra 1986, Den anden kyst, blev således forbudt.
I 1986 fik Gao en ukorrekt diagnose på lungekræft, og han drog derpå på en ti måneders vandretur langs Yangtze, hvilket resulterede i romanen Åndernes bjerg. Denne bog, der blander selvbiografi med fiktion, blev først udgivet i Taiwan i 1989. I 1987 forlod han Kina for som politisk flygtning at bosætte sig i Frankrig, og her har han boet siden. Han fik fransk statsborgerskab i 1997.
Få år efter sin ankomst til Frankrig kunne han på afstand opleve demonstrationerne på Den Himmelske Freds Plads (1989), og han skrev Flygtningene med reference hertil. Herefter forbød det kinesiske styre hans værker i Kina.
Han skriver ifølge Nobel-komiteen litteratur "af universel gyldighed, med bitter indsigt og sproglig følsomhed, som har åbnet nye veje for kinesisk romankunst og dramatik".
Ved siden af sin skrivevirksomhed har Gao gennem hele sin karriere også malet, og han har illustreret flere af sine bøger og lavet forsider til dem. Han udstiller desuden malerier.